# Charles F. Brush
Charles Francis Brush (17 marzo 1849 – 15 giugno 1929) è stato un ingegnere, inventore, imprenditore e filantropo statunitense.

## Biografia
Brush nacque a Euclid Township, Ohio, da Isaac Elbert Brush e Delia Williams Phillips. Isaac Brush era un lontano cugino di Delia dalla parte dei Phillips. Delia era inoltre una discendente di George Phillips, che si stabilì a Watertown, nel Massachusetts, nel 1630, e di Samuel Appleton. Delia aveva legami parentali anche con Henry Wisner, membro del Primo e Secondo Congresso Continentale durante la Rivoluzione Americana, così come di Thomas Cornell e della famiglia Winthrop.
Brush è cresciuto in una fattoria a circa 16 km dal centro di Cleveland. Mostrò un grande interesse per la scienza, in particolare per gli esperimenti di Humphry Davy riguardanti le lampade ad arco; sperimentando in un laboratorio nella fattoria dei suoi genitori, riuscì a ideare e costruire semplici dispositivi elettrici, come ad esempio una macchina elettrica statica che costruì all'età di 12 anni. Brush frequentò la Central High School di Cleveland dove costruì la sua prima lampada ad arco e si laureò con lode nel 1867 e tenne il discorso d'apertura per la cerimonia di diploma parlando del principio di conservazione della forza. Ricevette la sua formazione universitaria presso l'Università del Michigan, dove studiò ingegneria mineraria, laureandosi nel 1869 (al tempo infatti non esistevano indirizzi legati all'ingegneria elettrica). Al Michigan, Brush era membro della confraternita Delta Kappa Epsilon (capitolo Omicron). Conseguì il dottorato di ricerca alla Western Reserve (ora Case Western Reserve University), nel 1880.
Nel 1876 si assicurò il sostegno della Wetting Supply Company a Cleveland per progettare la sua "dinamo" (un generatore elettrico ) per alimentare le lampade ad arco . Brush partì dal design della dinamo di Zénobe Gramme, ma il prodotto finale mostrava marcate differenze, mantenendo tuttavia l'idea dell'armatura ad anello che ebbe origine da Antonio Pacinotti. Brush spiegò ulteriormente le migliorie apportate nel suo brevetto: "Le migliori forme di apparati elettromagnetici attualmente in commercio sono inutilmente ingombranti, pesanti e costosi e sono inefficienti dal punto di vista meccanico". Dopo averlo confrontato con la dinamo Gramme e con altri concorrenti europei, il Franklin Institute di Filadelfia giudicò la dinamo di Brush superiore per il suo design e per la sua manutentibilità più semplice dopo aver completato i test nel 1878.
Brush produsse, negli anni successivi, ulteriori brevetti perfezionando il design delle sue lampade ad arco e vendette sistemi per l'illuminazione pubblica in diverse città Le sue lampade erano più facili da manutenere, erano in parte automatizzate e ardevano il doppio risptto alle candele Yablochkov. I suoi generatori erano affidabili e aumentavano automaticamente la tensione contestualmente ad un aumento di carico, mantenendo quindi costante la corrente. Nel 1881, New York, Boston, Filadelfia, Baltimora, Montreal, Buffalo, San Francisco, Cleveland e altre città avevano sistemi di illuminazione ad arco Brush, producendo illuminazione pubblica a partire dal 20 ° secolo.
Il sistema di San Francisco fu il primo caso di un servizio pubblico che distribuisce e vende elettricità da un impianto centrale a più clienti tramite delle linee di trasmissione. La California Electric Light Company (ora PG&E) acquistò due generatori dalla società Charles Brush nel 1879 e presto aprì un secondo impianto con quattro generatori aggiuntivi. Le spese di servizio per la luce dal tramonto alla mezzanotte erano di 10 dollari per lampada per sei giorni alla settimana. Il sistema di Brush stava illuminando Broadway due anni prima che la Pearl Street Station di Edison iniziasse a illuminare New York. Nel 1893 New York veniva illuminata da circa 1500 lampade ad arco
Nel 1879 fu fondata la Anglo-American Brush Electric Light corporation, usando le invenzioni di Brush, a Lambeth, Londra, Inghilterra. Si trasferì poi a Loughborough e divenne la Brush Electrical Engineering Co. Ltd.
Nel 1880, Brush aprì una filiale della Brush Electric Company negli Stati Uniti e, sebbene riuscì ad ottenere successo, affrontò una forte concorrenza da parte della Thomson-Houston Electric Company, le cui lampade ad arco potevano essere spente in modo indipendente, e da Edison, le cui luci a incandescenza avevano un bagliore caldo più morbido, non erano soggette al flicker ed erano meno costose. Nel 1882, la Brush Electric Company fornì apparecchiature di generazione per una centrale idroelettrica a St. Anthony Falls a Minneapolis, che fu tra le prime a generare elettricità dall'energia idrica negli Stati Uniti. Thomson-Houston acquistò Brush nel 1889 e alla fine diventarono parte della General Electric nel 1891. Dopo aver venduto le sue quote della Brush Electric, Brush non è mai tornato al settore elettrico.
Nel 1884, Brush costruì una dimora in Euclid Avenue a Cleveland dove venivano mostrate molte delle sue invenzioni e dove aveva un suo laboratorio privato nel seminterrato. Qui visse il resto della sua vita insieme alla sua famiglia. Nel 1888, riuscì ad alimentare la villa con il primo generatore eolico ad azionamento automatico al mondo che caricava le 12 batterie della casa. Fu la prima casa a Cleveland ad avere l'elettricità.  Durante i suoi 20 anni di vita, la turbina non è tuttavia mai riuscita a mantenere la casa continuamente alimentata. Nel 1926, Brush fu il pioniere del primo pennino a piuma piezoelettrico.
Nel 1898, Brush dichiarò di aver scoperto un nuovo gas, che chiamò "etere". Questo gas aveva proprietà straordinarie, essendo 10.000 volte più leggero dell'idrogeno e conducendo calore 20 volte più velocemente di esso. Nel 1900, Marian Smoluchowski identificò il gas come vapore acqueo .
Tra il 1910 e il 1929 scrisse diversi articoli sulla sua versione di una teoria gravitazionale, basata su una sorta di onde elettromagnetiche.
Morì il 15 giugno 1929 a Cleveland, Ohio .

## Eredità
- La Charles F. Brush High School di Lyndhurst, Ohio, prende il nome da Brush, le sue squadre sportive e altri gruppi vengono chiamati "Archi", in onore delle lampade ad arco
- La High School preparatoria Charles F. Brush di Dansha, in Etiopia,è stata aperta nel 2018, costruita dalla Tigray Development Association.
- Il parco regionale della contea di Summit a Richfield, Ohio, ha ricevuto una donazione di terra dalla famiglia di Charles F. Brush. Il tratto donato è noto come Brushwood.
- USS Brush (DD-745) 1943-1969 (allora Taiwan Hsiang Yang fino alla demolizione nel 1993) prende il nome da Brush, e fu sponsorizzato dalla sua pronipote.[21]

## Premi e riconoscimenti
- Premio Rumford dell'American Academy of Arts and Sciences (1899)
- French Legion of Honor (1881)
- Edison Medal (1913)
- Franklin Medal
- Fellow della North British Academy of Arts

## Brevetti
- Generatore (Magneto Electric Machine) 1877 (EN)  US189997, United States Patent and Trademark Office, Stati Uniti d'America.
- Lampada ad arco (controllo automatico dello spinterometro) 1878 (EN)  US203411, United States Patent and Trademark Office, Stati Uniti d'America.
- Lampada ad arco (sistema di regolazione della lampada a doppio carbone) 1879 (EN)  US219208, United States Patent and Trademark Office, Stati Uniti d'America.
- Lampada ad arco (spegnimento automatico per luci o motori elettrici) 1880 (EN)  US234456, United States Patent and Trademark Office, Stati Uniti d'America.
- Lampada ad arco (regolatore migliorato per l'arco in carbone) 1885 (EN)  US312184, United States Patent and Trademark Office, Stati Uniti d'America.
- Brevetti concessi a Charles F. Brush relativi a macchine e apparecchi elettrici, 1878-1894 disponibili tramite Internet Archive